# Columnea grandiflora
Columnea grandiflora là một loài thực vật có hoa trong họ Tai voi. Loài này được Hanst. mô tả khoa học đầu tiên năm 1864.